# Cultura de Bade

Área aproximada da cultura da cerámica cordada com as culturas adjacentes do

A cultura de Baden, entre 3 600 e 2 800 a.C., foi uma cultura da Idade do Bronze, na Europa central, ocupando uma área coincidente com as atuais Hungria, Morávia, Eslováquia e leste da Áustria.

Disse-se que era parte um grande complexo arqueológico que abrangia culturas da boca do Danúbio, da margem oriental do mar Negro e do Helesponto e de (Troia).
Foi quase contemporânea com a cultura da cerâmica cordada e com a cultura das ânforas globulares.
Conhecem-se quatro dos seus povoados fortificados, sendo o mais famoso o de Vucedol. É também uma das áreas da Europa central na qual há evidências de uso de veículos com rodas. As práticas funerárias não são inconsistentes com as encontradas na estepe, com uma clara influência oriental.
A economia era mista. A agricultura em grande escala esteve presente, bem como a criação de porcos, cabras, etc.
Segundo a Hipótese Kurgan exposta por Marija Gimbutas, a cultura Baden seria indo-europeizada.
A identidade étnica e linguística do povo associado com esta cultura é desconhecida.